# Wibrograf
Wibrograf – przyrząd do rejestrowania (wykreślania) krzywych przedstawiających przemieszczenie ciała drgającego w funkcji czasu. Wyposażony jest w urządzenie rejestrujące, np. kreślące krzywe na papierze lub przez prezentowanie wyników pomiaru za pomocą lampy oscyloskopowej.